# Неменман, Марк Ефимович
Марк Ефи́мович Неменман (6 ноября 1936, Минск, БССР, СССР — 20 сентября 2022, Сан-Матео, Калифорния, США) — советский ученый, работавший в сфере программирования, кандидат физико-математических наук (1975), занимался системным программированием и разрабатывал языки программирования. Лауреат Премии Ленинского комсомола (1970). Был одним из главных разработчиков языка АКИ (АвтоКод ИНЖЕНЕР) в 1964 году, ещё до того, как язык BASIC стал известным. Один из основных разработчиков Системы автоматического программирования для ЭВМ серии «Минск».

## Биография
В 1958 году с отличием окончил Белорусский государственный университет по специальности «математика», с 1958 по 1961 год работал преподавателем в БГУ, а с сентября 1961 по май 1994 года — в НИИЭВМ (СКБ, завода им. Орджоникидзе) старшим инженером, начальником лаборатории, начальником отдела.
Кандидат физико-математических наук (1975, диссертация «Метод разработки систем программного обеспечения и его реализация для ЭВМ „Минск-32“»), старший научный сотрудник (1977), доцент (1984).
Является отцом физика — теоретика Ильи Неменмана.
В последние годы жил в США, участвовал в турнирах по спортивному «Что? Где? Когда?».
Один из основных разработчиков Системы автоматического программирования для ЭВМ «Минск-2», «Минск-22» и «Минск-22М», первого в стране транслятора с языка Кобол. Он был заместителем главного конструктора ЭВМ «Минск-32», самой популярной серией, и научным руководителем разработки ПО для неё.
После завершения работ по ЭВМ серии «Минск» Марк Ефимович участвовал в исследованиях направлений развития архитектуры ЕС ЭВМ, создании моделезависимого программного обеспечения ЕС1037, ЕС 1130, был ведущим разработчиком системного и прикладного программного обеспечения персональных ЭВМ и ЕС1840, 1841 и других.
Скончался 20 сентября 2022 года.

## Основные работы
Автор более 70 научных публикаций, в том числе пяти монографий:
- АвтоКод для решения инженерных задач на машине «Минск — 2» — 1965
- Математическое обеспечение ЭВМ «Минск-2 (22)» в режиме Т — 1970
- Программирование на АКИ — 1972
- Программирование для ЭВМ «Минск-32» — 1973
- Аппаратные и программные средства персональных компьютеров : Справочник — 1995